# Mmathubudukwane
Mmathubudukwane est une ville du Botswana.